# PONY CANYON STYLE まるなび!?
PONY CANYON STYLE まるなび!? は、2004年9月28日から2007年9月25日（同月22日公録の第157回放送）まで文化放送で放送されていたラジオ番組（アニラジ）。PONY CANYONが制作・販売に関わっているアニメ作品をまるごとナビゲーションする。パーソナリティは声優の川澄綾子と能登麻美子。文化放送と平行してBSQR489にて映像つきで放送を行っていたが、2006年3月の閉局により終了となっている。

## 放送局・日時
- 文化放送 火曜 25:00 - 25:30
- 超!A&G+（DRP東京9302ch） 金曜 17:00 - 17:30、土曜 7:00 - 7:30 （2007年9月）、土曜 18:00 - 19:00（2007年10月）
- UNIQue the RADIO（DRP東京9301ch） 金曜 17:00 - 17:30、月曜 10:00 - 10:30 （2007年4月 - 2007年8月）
- BSQR489 金曜 21:30 - 22:00 （2004年10月 - 2006年3月）、金曜 21:00 - 21:30 （2005年 4月 - 2006年3月）

## 概要
- 2004年9月28日に能登麻美子の単独パーソナリティ番組「PONY CANYON STYLE まるなび?」として放送が開始されたが、最初の公開録音（第16回放送分）にて番組の終了が発表されると同時に2005年1月18日（第17回放送分）から川澄綾子がパーソナリティに加わる新番組の開始が発表された。新番組には番組タイトル名にも「!」が追加された。
 実は最初から2人の番組として企画されていたが、川澄のスケジュールの都合でこのような形となった。
- 川澄の参加で番組のトーンは微妙に変化していると言われている。これに関して、能登単独の落ち着いた雰囲気の方が良かったとする意見がある一方で、新人時代から能登を暖かく見守ってきた先輩・川澄とのトークが新たな能登の魅力を引き出しているという意見もある。
- オープニングテーマ「Scoop!!」とエンディングテーマ「7 days after」は、どちらも川澄と能登の2人で歌っている。当初は携帯電話の着うた配信のみであったが、2006年12月20日にCDが発売された。
- 2007年9月の番組終了後、10月の1ヶ月間「まるなび!?スペシャル」として、最終回の公開録音の模様を超!A&G+で放送している。文化放送で放送されたものは30分だが、こちらは一時間番組となり、本放送では放送されなかったコーナー「お姉さんの自遊時間」が追加されているほか、フリートークのコーナーや「まるなびクエスト」のコーナーにも追加された部分があった。

## コーナー
- まるなび!? 心の詩
  - 能登が普段の生活で感じた事をポエムにして朗読するコーナー。
  - 「HOT TUNE」と隔週交代で放送。
- まるなび!? HOT TUNE
  - 川澄がリスナーからもらったお題をもとにして作ったオリジナルソングを歌うコーナー。
  - 「心の詩」と隔週交代で放送。
- 綾子の自遊時間 / 麻美子の自遊時間
  - ゲストが登場する週にだけ放送されるコーナー。｢まるなび？｣の頃は公園や神社などスタジオ外のところでやっていた。
  - 「心の詩」放送週は川澄が、「HOT TUNE」放送週は能登がゲストとトークをする。二週に渡って招待しトークを行うことが多い。
- やってやれないことはない! Duo（『まるなび？』時代は「やってやれないことはない!」）
  - リスナーが「やってみたけどできなかったこと」に川澄と能登が挑戦するコーナー。
  - 失敗すると綾ちゃん人形・麻美ちゃん人形の服が1枚脱がされる。
  - 今までに「1分以内に当たり付き自動販売機で当たりを出す」「(床に足を付かずに)バランスボールに二人合計で20秒間座る」等に挑戦している。
  - 2005年9月18日に東京ゲームショウ（幕張メッセ）内で開催された公開録音（2005年9月27日深夜放送）を以って終了した。
- まるなびクエスト!〜勇者麻美子の冒険
  - 「やってやれないことはない! Duo」に代わる新コーナー。
  - ドラゴンクエストシリーズのパロディで、“まるなび星”の勇者麻美子（能登）が立派な勇者になるために（人が好い）魔王綾子（川澄）からの試練に挑戦していく。
  - 試練に成功すれば武器や防具などのアイテムがもらえるが、失敗すると“まるなび星”の住人（勇者、老人やきれいなお姉さん、なぜか魔王の場合も）が罰を受けるという、ある意味過酷なコーナーである。
  - 2007年3月24日に東京国際アニメフェア2007（東京ビッグサイト）内で開催された公開録音（2007年3月27日深夜放送）を以って第一部（魔王の訓練場）が完結し、いよいよ勇者麻美子が旅にでることとなった。
- まるなびクエスト!2〜勇者麻美子の伝説
  - まるなびクエスト!の続編。
  - 魔王綾子に見放された勇者麻美子が冒険の旅にでて、困っている人を助けていくという設定。
  - はじめは勇者の一人旅であったがクエストに成功すると仲間が増えていく。現在は賢者綾子が仲間となっている。
  - クエストに失敗しても毎回は罰ゲームとはならないが、仲間の誰かの（キャラクターカードを引いて決める）あらかじめ設定されたHPの値が減らされ（勇者麻美子の初期値は100。減るHPも毎回引くステータスカードの値で決まる）、HPが0になったとき、まるなび星に大いなる災いが降りかかり、罰ゲームを受けることとなる。
- まるなびニュースセッション!
  - ポニーキャニオンの最新情報を紹介するコーナー。
  - 一人が「DJマシン・おとまる君」を操作し、それに合わせてもう一人が情報を紹介する。
  - 『まるなび？』時代にはメトロノームのリズムに合わせて能登が情報を紹介していた。
  - 第60回放送（2005年11月15日深夜放送）をもってコーナーリニューアルのため終了。
- まるなびニュースステーション
  - 「まるなびニュースセッション!」に代わる新コーナー。
  - 「やってやれないことはない! Duo」で御馴染だった綾ちゃん人形・麻美ちゃん人形がポニーキャニオンの最新情報を紹介する。
  - コーナータイトルは、テレビ朝日系列のかつてのテレビ番組「ニュースステーション」が元ネタとされている。コーナーOPに流れる曲も本家末期のOPが採用されている。

## ゲスト
| #        | OA                                 | ゲスト名              | 備考                                                           |
| -------- | ---------------------------------- | --------------------- | -------------------------------------------------------------- |
| 4・5     | 2004年10月19日・10月26日           | 下川みくに            | 「グレネーダー〜ほほえみの閃士〜」OP・ED曲担当                 |
| 6・7     | 2004年11月2日・11月9日             | 川上とも子            | 「AIR」神尾観鈴役                                              |
| 8・9     | 2004年11月16日・11月23日           | 沢城みゆき            | 「ローゼンメイデン」真紅役                                     |
| 10・11   | 2004年11月30日・12月7日            | 中田あすみ            | 「マーメイドメロディーぴちぴちピッチ」七海るちあ役             |
| 12       | 2004年12月14日                     | 野川さくら            | 「野川さくらのマシュマロ♪たいむ」とのコラボレーション企画      |
| 13       | 2004年12月21日                     | 松本彩乃              | 「流星戦隊ムスメット」三色紅・ムスメレッド役                   |
| 16       | 2005年1月11日（公開録音）          | 川澄綾子              | 能登麻美子の先輩、実は…。                                      |
| 18・19   | 2005年1月25日・2月1日              | 佐藤裕美              | 「グレネーダー〜ほほえみの閃士〜」地上波放送版OP曲担当…        |
| 20・21   | 2005年2月8日・2月15日              | 斎藤千和              | 「砂ぼうず」 小砂役                                            |
| 22・23   | 2005年2月22日・3月1日              | 前田愛                | 「キノの旅 何かをするために―life goes on.―」 キノ役            |
| 24・25   | 2005年3月8日・3月15日              | 高橋美佳子            | 「グレネーダー〜ほほえみの閃士〜」天道流朱菜役                 |
| 26・27   | 2005年3月22日・3月29日             | 冬馬由美              | 「英國戀物語エマ」 エマ役                                      |
| 28・29   | 2005年4月5日・4月12日              | 千葉紗子              | 「ピーチガール」 安達もも役                                    |
| 30・31   | 2005年4月19日・4月26日             | 斎賀みつき            | 「うえきの法則」 ロベルト・ハイドン役                          |
| 32       | 2005年5月3日                       | かかずゆみ            | 「グローランサーIV」 ユニ役                                    |
| 33       | 2005年5月10日                      | 園崎未恵              | 「グローランサーIV」 シルヴァネール役                          |
| 34・35   | 2005年5月17日・5月24日             | 金田朋子              | 「グローランサーIV」 レミィ役                                  |
| 36・37   | 2005年5月31日・6月7日              | 中原麻衣              | 「僕は妹に恋をする」 結城郁役                                  |
| 38・39   | 2005年6月14日・6月21日             | 井上喜久子            | 「AIR」 裏葉役                                                 |
| 42・43   | 2005年7月12日・7月19日             | 片岡あづさ            | 「おねがいマイメロディ」 夢野歌役                              |
| 44       | 2005年7月26日（公開録音）          | 小林沙苗              | 「英國戀物語エマ」 エレノア・キャンベル役                      |
| 45       | 2005年8月2日（公開録音）           | 下川みくに            | 「フルメタル・パニック! The Second Raid」OP・ED曲担当          |
| 46・47   | 2005年8月9日・8月16日              | 森功至                | 「うえきの法則」 小林先生役                                    |
| 50・51   | 2005年9月6日・9月13日              | 川瀬晶子              | 「魔豆奇伝パンダリアン」 ラブ役                                |
| 53       | 2005年9月27日（公開録音）          | 真田アサミ/沢城みゆき | 「ローゼンメイデン トロイメント」 ジュン役/真紅役              |
| 54・55   | 2005年10月4日・10月11日            | 井端珠里              | 「シュガシュガルーン」 バニラ役                                |
| 56・57   | 2005年10月18日・10月25日           | 篠原ともえ            | 「金色のガッシュベル!!」ED曲担当                               |
| 59・60   | 2005年11月8日・11月15日            | 酒井香奈子            | 「REC」 恩田赤役                                               |
| 61・62   | 2005年11月22日・11月29日           | 大谷育江              | 「金色のガッシュベル!!」ガッシュ役                             |
| 65・66   | 2005年12月20日・12月27日           | 桑谷夏子              | 「ローゼンメイデン トロイメント」翠星石役                      |
| 69・70   | 2006年1月17日・1月24日             | 沢城みゆき            | 「ローゼンメイデン トロイメント」真紅役                        |
| 71・72   | 2006年1月31日・2月7日              | 松本まりか            | 「シュガシュガルーン」 ショコラ役                              |
| 73・74   | 2006年2月14日・2月21日             | 高木礼子              | 「ワンワンセレプー それゆけ!徹之進」 徹之進役                  |
| 75・76   | 2006年2月28日・3月7日              | 川上とも子            | 「うえきの法則」 森あい役                                      |
| 79・80   | 2006年3月28日・4月4日 （公開録音） | 福山潤／柿原徹也      | 「プリンセス・プリンセス」 河野亨役/豊実琴役                   |
| 81・82   | 2006年4月11日・4月18日             | 真堂圭                | 「夢使い」 三島燐子役                                          |
| 85・86   | 2006年5月9日・5月16日              | 久川綾                | 「夢使い」 三島美砂子役                                        |
| 87・88   | 2006年5月23日・5月30日             | 酒井香奈子            | 「REC」 恩田赤役                                               |
| 93・94   | 2006年7月4日・7月11日              | ささきのぞみ          | 「僕等がいた」 高橋七美役                                      |
| 97・98   | 2006年8月1日・8月8日               | 永田亮子              | 「BLACK BLOOD BROTHERS」 葛城ミミコ役                          |
| 101      | 2006年8月29日                      | 又吉愛                | 「グローランサーV」 妖精コリン役                               |
| 102      | 2006年9月5日                       | 落合祐里香            | 「グローランサーV」 妖精ユリィ役                               |
| 103・104 | 2006年9月12日・9月19日             | 森久保祥太郎          | 「ヤマトナデシコ七変化♥」 高野恭平役                           |
| 105・106 | 2006年9月26日・10月3日             | 水島大宙              | 「バーテンダー」 佐々倉溜役                                    |
| 107・108 | 2006年10月10日・10月17日           | 高口幸子              | 「ヤマトナデシコ七変化♥」 中原スナコ役                         |
| 111・112 | 2006年11月07日・11月14日           | 中山恵里奈            | 「僕等がいた」 山本有里役                                      |
| 113・114 | 2006年11月21日・11月28日           | 國府田マリ子          | 「KANON」 水瀬名雪役                                           |
| 115・116 | 2006年12月5日・12月12日            | 真田アサミ            | 「ウィンターガーデン」 デ・ジ・キャラット（でじこ）役          |
| 119・120 | 2007年1月2日・1月9日               | 高垣彩陽              | 「Venus Versus Virus」 名橋ルチア役                            |
| 121・122 | 2007年1月16日・1月23日             | ニーコ                | 「家庭教師ヒットマンREBORN!」 リボーン役                       |
| 123・124 | 2007年1月30日・2月6日              | 竹内順子              | 「おねがいマイメロディ」 クロミ役                              |
| 125・126 | 2007年2月13日・2月20日             | 井上麻里奈            | 「月面兎兵器ミーナ」佃美奈 / 月城ミーナ役、ED曲担当            |
| 128・129 | 2007年3月6日・3月13日              | 佐藤朱                | 「Kanon」美坂栞役                                              |
| 131      | 2007年3月27日（公開録音）          | 中原麻衣              | 「CLANNAD」古河渚役                                            |
| 132･133  | 2007年4月3日・4月10日              | 下川みくに            | 「劇場版キノの旅」主題歌担当                                   |
| 134･135  | 2007年4月17日・4月24日             | 植田佳奈              | 「鋼鉄神ジーグ」珠城つばき役                                   |
| 136･137  | 2007年5月1日・5月8日               | 戸松遥                | 「神曲奏界ポリフォニカ」コーティカルテ・アパ・ラグランジェス役 |
| 138･139  | 2007年5月15日・5月22日             | 梶裕貴                | 「Over Drive」篠崎ミコト役                                     |
| 140･141  | 2007年5月29日・6月5日              | 下屋則子              | 「かみちゃまかりん」九条姫香役                                 |
| 142･143  | 2007年6月12日・6月19日             | 佐藤利奈              | 「神曲奏界ポリフォニカ」ユギリ・プリネシカ役                   |
| 144･145  | 2007年6月26日・7月3日              | 名塚佳織              | 「Over Drive」深澤ゆき役                                       |
| 146･147  | 2007年7月10日・7月17日             | 浅沼晋太郎            | 「かみちゃまかりん」烏丸キリオ役                               |
| 148･149  | 2007年7月24日・7月31日             | 保村真                | 「Over Drive」深澤遥輔役                                       |
| 152･153  | 2007年8月21日・8月28日             | 福山潤                | 「神霊狩/GHOST HOUND」中嶋匡幸役                               |
| 154･155  | 2007年9月4日・9月11日              | 水野理紗              | 「しおんの王」二階堂沙織役                                     |

## 主題歌
1. オープニングテーマ「Scoop!」　歌：川澄綾子・能登麻美子
2. エンディングテーマ「7 days after」　歌：川澄綾子・能登麻美子